# 로시-포렐 진도 계급
로시-포렐 진도 계급(Rossi–Forel scale)은 지진의 진도를 나타내는데 사용했던 최초의 진도 계급 중 하나이다. 19세기 후반 이탈리아의 지진학자인 미켈레 스테파노 데 로시와 스위스의 물리학자 프랑수아알폰소 포렐이 공동으로 개발한 단위로 이후 메르칼리 진도 계급이 나올 때까지 약 20년간 널리 사용된 진도 계급이다.
로시-포렐 진도 계급의 원형이나 이를 개정한 진도 계급은 필리핀과 같은 일부 국가에서 1996년 PHIVOLCS 진도 계급로 대체되기 전까지 사용하는 등 아직까지 이 진도 계급을 사용하는 국가도 있다.

## 진도표
아래는 1873년 처음 공개된 로시-포렐 진도 계급의 각 계급별 설명이다. 최초 버전에서는 I부터 X까지 총 10단계를 두어 구분했다.
| 진도 계급                          | 지반 상황 |
| I. Microseismic tremor             | 하나의 지진계에만 기록되거나, 혹은 같은 종류의 여러 지진계엔 기록되지만 다른 종류의 지진계엔 기록되지 않는다. 숙련된 관측자는 흔들림을 느낄 수 있다.     |
| II. Extremely feeble tremor        | 서로 다른 종류의 여러 지진계에 흔들림이 기록된다. 휴식 중인 일부 사람들이 흔들림을 느낄 수 있다.                                                         |
| III. Feeble tremor                 | 휴식 중인 여러 사람들이 흔들림을 느낀다. 흔들리는 방향이나 지속시간을 알 수 있을 정도로 흔들린다.                                                        |
| IV. Slight tremor                  | 사람들이 흔들리는 걸 느낀다. 움직일 수 있는 물체, 문, 창문, 천장의 균열이 삐꺽거린다.                                                                    |
| V. Moderate tremor                 | 모든 사람들이 대체로 흔들리는 걸 느낀다. 가구가 삐꺽거리고 일부 종은 울린다.                                                                             |
| VI. Strong tremor                  | 잠자는 사람들이 보통 깨어난다. 종들이 울린다. 샹들리에가 진동하고 시계가 멈추며 나무와 관목이 눈에 띄게 흔들린다. 일부 놀란 사람들은 집 밖으로 도망간다. |
| VII. Very strong tremor            | 움직일 수 있는 물체가 쓰러지며 석고가 떨어지고 교회의 종이 울린다. 대부분 공황에 빠진다. 건물에 심한 피해를 입는다.                                      |
| VIII. Damaging tremor              | 굴뚝이 떨어진다. 건물 벽에 균열이 생긴다. |
| IX. Devastating tremor             | 건물이 부분적으로 혹은 완전히 붕괴된다. |
| X. Extremely high intensity tremor | 대재앙. 폐허가 되며 지층이 교란되고 땅이 갈라지며 산사태가 발생한다.                                                                                     |

## 같이 보기
- 수정 메르칼리 진도 계급
- 지진 규모

## 참고 문헌
- Bolt, B. A. (1993), 《Earthquakes and geological discovery》, Scientific American Library, ISBN 0-7167-5040-6.
- Tiedemann, Herbert (1992). 《Earthquakes and Volcanic Eruptions. A Handbook on Risk Assessment》. Zurich: Swiss Reinsurance Company.